# Хвиля Андрій Ананійович
Андрі́й Ана́нійович Хви́ля (справжнє прізвище Олінтер або Олентир; 19 серпня 1898; с. Рингач (тепер Новоселицький район Чернівецька область), Бессарабія — 10 лютого 1938, Москва, СРСР) — український радянський державний діяч з колишніх боротьбистів.
Письменник і літературний критик, агітатор та громадський обвинувачувач на судовому процесі у Димівській справі 1924 року.
Спричинився до ліквідації багатьох діячів української культури, брав участь у репресіях селян і відбиранні зерна на території Одещини під час Голодомору в Україні (1932—1933). 
Член Всеукраїнського центрального виконавчого комітету. Член ЦК КП(б)У в 1927—1937 роках. Член Організаційного бюро ЦК КП(б)У з 29 листопада 1927 до 27 травня 1937 року. Кандидат у члени Секретаріату ЦК КП(б)У з 9 квітня 1929 по 5 червня 1930 року.

## Життєпис

### Ранні роки
Народився 19 (31 за новим стилем) серпня 1898 року в с. Рингач Бессарабії (тепер Новоселицький район Чернівецька область), у бідній селянській родині. Закінчив Хотинську вищу початкову школу в 1915 році, після чого вступив до Полтавського землемірного училища. Під час навчання в училищі став членом «Юнацької спілки». До 1917 року були неперевірені дані про те, що Хвиля міг бути інформатором у поліції і видавати своїх товаришів по ЮС у Полтаві

### У боротьбистах
Восени 1917 року Хвиля-Олінтер вступив до УПСР, приставши до лівої течії майбутніх боротьбистів. Псевдонім Хвиля узяв 1917 року.
Активний учасник встановлення радянської влади. За дорученням Центрального комітету як губполітемісар УПСР (боротьбистів) Хвиля-Олінтер з травня 1918 року, протягом кількох місяців, веде підпільну роботу на Волині. Восени 1918 року — в Полтавському підпіллі, де з губернським повстанським комітетом бере участь у підготовці повстання проти гетьмана Скоропадського. 
Згодом, через страх бути страченим як більшовицький агент, був змушений тікати з Полтави на Волинь.

### Більшовик
У червні 1919 року вийшов з партії боротьбистів і вступив до КП(б)У. У 1919 році Хвиля-Олінтер призначається головою Подільського губревкому і губкому КП(б)У. Бувши секретарем губкому у Вінниці брав участь в укладенні договору про перехід УГА на бік РСЧА у лютому 1920 року.
Влітку 1920 року Хвиля-Олінтер стає секретарем Волинського губкому КП(б)УЗО. У 1921—1922 роках Хвиля працює на посаді голови Сумського окружного виконкому. У квітні 1924 року ЦК КП(б)У відряджає Хвилю-Олінтера до Одеси завідувачем агітпропвідділу Одеського губкому партії.
У травні 1924 р. Хвиля-Олінтер увішов до складу Одеського губкому КП(б)У. Основне завдання, яке виконував Андрій Хвиля на Одещині — кураторство «питання Бессарабії» у зв'язку з утворенням в 1924 році молдавської автономії в складі УСРР.
Був представляв громадське обвинувачення на судовому процесі по «Димівській справі» (вбивство сількора Малиновського) у жовтні 1924 р.
Орієнтовно з весни 1925 року працює в Центральному Комітеті КП(б)У, спочатку заступником завідувача агітпропвідділу (1925—1926), а потім — завідувачем відділу преси (1926—1928), завідувачем культпропвідділу та агітпроппресвідділу (1928—1933). Входить до складу ЦК і Оргбюро ЦК КП(б)У, обирається до Всеукраїнського ЦВК у 1927—1937 роках. Від 28 лютого 1933 до 1936 року працює першим заступником народного комісара освіти УСРР, а в 1936—1937 роках — начальника Управління у справах мистецтва при Раднаркомі УСРР. Багато акторів та інших творчих людей у роки реабілітації Хвилі стверджували, що на цьому посту він був надмірно вимогливим і педантичним. Зі слів Миколи Межуєва, Хвиля часто любив робити колегам подарунки у вигляді видань під його редакцією або картин українських художників з власної колекції.

### Реалізатор радянських репресій
Андрій Хвиля особливо відзначався в «боротьбі проти українського націоналізму» і спричинився до ліквідації багатьох діячів української культури за часів Павла Постишева.
Бувши своєю людиною у домі Олександра Шумського — наркома освіти, одного з творців українізації, Хвиля незабаром відіграє не останню роль в інтригах та боротьбі проти нього, яку вів Л. Каганович, активно включається в гучну кампанію боротьби з «шумськізмом» та «хвильовизмом». 1934 року, в одному з програмно-публіцистичних виступів, звинуватив Шумського у близькості до «українських фашистів». Хвиля належав до числа тих, хто якнайактивніше цькував Миколу Скрипника.
Хвиля-Олінтер відіграв не останню роль у трагедії української нації — Голодоморі (1932—1933). Взимку 1932—1933 року Хвиля-Олінтер як уповноважений ЦК КП(б)У з питань хлібозаготівель перебував на Одещині. 10 січня 1933 року він, доповідаючи Центральному Комітету про проведену роботу, вказував на сотні репресованих селян, а іноді й цілі села, сотні центнерів відібраного «утаєного» хліба. І водночас нарікав, що репресії не дають бажаних наслідків, мало допомагають хлібозаготівлі.
На тему боротьби проти націоналізму має низку публіцистичних і літературно-критичних праць:
- «Национальный вопрос на Украине» (рос. мовою, 1926);
- «Ясною дорогою. Рік на літ. фронті» (1927);
- «Під академічним забралам» (1928);
- «Від ухилу в прірву» (1928);
- «Трубадури українського фашизму» (1930) та інші.

Після усунення Миколи Скрипника Хвиля-Олінтер був автором першої переробки українського правопису в напрямі зближення української мови з російською.

### Арешт і страта
У листопаді 1936 року репресований. Під час VIII Надзвичайного з'їзду Рад СРСР Хвилю допитували Єжов і Каганович. Лише втручання голови Раднаркому України Панаса Любченка, що особисто їздив до Сталіна й відстояв Хвилю, тоді врятувало його.
13 серпня 1937 року знову заарештований і мав стати однією з ключових фігур сфабрикованої справи про «буржуазно-націоналістичну організацію колишніх боротьбистів».
20 серпня 1937 року спільно ще з 8 арештантами (В. Порайко, М. Межуєв, О. Триліський та ін.) етапований з Києва в Москву.
На пленумі ЦК КП(б)У 29 серпня 1937 року виключений зі складу Центрального Комітету.
8 лютого 1938 року Військова колегія Верховного Суду СРСР засудила його як одного з «організаторів і керівників антирадянської націонал-фашистської диверсійно-терористичної організації в Україні, яка своєю метою ставила повалення Радянської влади» і «агента польської розвідки» до страти. Розстріляний 10 лютого 1938 року.
Реабілітували Хвилю-Олінтера в судовому порядку 22 вересня 1956 року.

## Нагороди
- Орден Трудового Червоного Прапора (№ 5464, 1936) — вручення нагороди відбулось за особистого сприяння Панаса Любченка.